# Ambientación
En narrativa, la ambientación es el contexto social, político y espacial en el que se desarrolla la obra. Es un componente esencial de una obra, junto con la trama, los personajes, el tema y el estilo.
Según la obra, la ambientación se puede presentar de manera directa, por ejemplo a través de un narrador en off, o bien de manera indirecta, a través de lo que cuenta o perciben los personajes. La ambientación puede describirse de manera precisa o ambigua. En ocasiones, la ambientación puede revelarse de manera sorpresiva al espectador como punto clave de la trama. Asimismo, la ambientación puede variar a lo largo de la obra, generando así consecuencias a los personajes.

## Tipos de ambientaciones
- Ucronía, historia que difiere ligeramente de la verídica.
- Imaginaria, universo absolutamente distinto del verídico.
  - País imaginario
  - Planeta ficticio
  - Universo de ficción
- Distopía, sociedad completamente indeseable (corrupta, totalitaria, etc).
- Utopia, sociedad completamente perfecta (libre, pacífica, feliz, sana, etc).
- Escenario de campaña: universos de juegos de rol.
- Mundo de ciencia ficción, universo con elementos tecnológicos avanzados (viaje interestelar, viaje en el tiempo, inteligencia artificial, vida extraterrestre)
  - Realidad simulada, en la que el universo percibido no es el real.
  - Realidad virtual, en la que los personajes alternan entre mundos reales y virtuales.
- Mundo de fantasía, universo con elementos fantásticos (dioses, magia, monstruos)
- Universos paralelos, en los que los personajes son conscientes o pueden cambiar de universo.
- Crossover ficcional: combinación de ambientaciones preexistentes.